# NGC 4486B
NGC 4486B је елиптична галаксија у сазвежђу Девица која се налази на NGC листи објеката дубоког неба.
Деклинација објекта је + 12° 29' 26" а ректасцензија 12h 30m 32,0s. Привидна величина (магнитуда) објекта NGC 4486 износи 13,4 а фотографска магнитуда 14,4. NGC 4486B је још познат и под ознакама MCG 2-32-101, UGCA 283, 1ZW 38, VCC 1297, PGC 41327.